# Trachelipus simplex
Trachelipus simplex är en kräftdjursart som beskrevs av Albert Vandel 1980. Trachelipus simplex ingår i släktet Trachelipus och familjen Trachelipodidae. Inga underarter finns listade i Catalogue of Life.